# Wolfgang Kapp

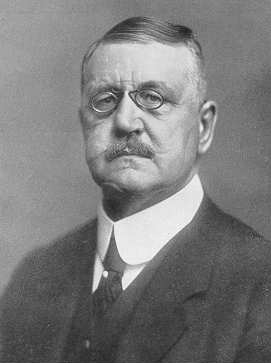
Wolfgang Kapp

Wolfgang Kapp (New York, 24 juli 1858 - Leipzig, 12 juni 1922) was een Duits jurist. Hij was echter bekender door zijn poging om in 1920 de macht in Duitsland over te nemen: de Kapp-Putsch.

## Carrièreverloop
Kapp werd op 24 juli 1858 geboren in New York, waar zijn vader zich na de mislukte revoluties van 1848 gevestigd had. In 1871 keerde Kapp met zijn gezin terug naar Duitsland. Na een rechtenstudie en promotie, trad Kapp in 1886 toe tot het Pruisische Ministerie van Financiën als landsadvocaat. In de jaren tot de Eerste Wereldoorlog zou hij verschillende politieke- en overheidsfuncties bekleden. 
In 1916 uitte Kapp kritiek op het Duitse buitenlandbeleid met het politieke vlugschrift Die nationalen Kreise und der Reichskanzler. In 1917 richt hij met admiraal Alfred von Tirpitz de Deutsche Vaterlandspartei (DVP) op en wordt tweede voorzitter. In augustus 1919 richtte hij met o.a. Erich Ludendorff de Nationale Vereinigung (Nationale Vereniging) op, een extreemrechtse partij annex denktank, die naar een conservatief-militair-autoritair regime streefde, zonder daarbij de monarchie terug te willen. Dit zou mogelijk moeten worden gemaakt door een contrarevolutie. Kapp werd later in 1919 lid van de Deutschnationale Volkspartei (DNVP).

## De Kapp-putsch
In maart 1920 kwam Kapp bij toeval in contact met Walther Freiherr von Lüttwitz, een generaal van de Reichswehr en een geestverwant van Kapp. Ze waren partijgenoten in de Nationale Vereinigung, maar kenden elkaar nog niet persoonlijk. Lüttwitz was gepikeerd over de ontbinding van de marinebrigade-Ehrhardt en het Freikorps Löwenfeld. Binnen enkele dagen werd een plan voor een militaire staatsgreep gesmeed. Lüttwitz kende wel een aantal Reichswehr-militairen die de coup steunden, maar over het algemeen bleek het leger niet achter de actie te staan. Hermann Ehrhardt, leider van de marinebrigade (feitelijk ook een vrijkorps), was ook bereid tot deelname. Op 13 maart 1920 bezette Ehrhardt, die een hakenkruis op zijn helm had geschilderd, de regeringswijk van Berlijn met zijn 6000 manschappen. Hij "benoemde" Kapp tot rijkskanselier en premier van Pruisen en Lüttwitz tot minister van Oorlog en opperbevelhebber van de Reichswehr. Tegenvaller voor de putschisten was dat rijkskanselier Gustav Bauer en president Friedrich Ebert de bui al hadden zien hangen en Berlijn tijdig hadden kunnen verlaten. De Reichswehr steunde de coup niet, maar trad ook niet op. "Troepen schieten niet op troepen", verklaarde generaal Hans von Seeckt, hiermee het Freikorps van Ehrhardt bedoelend. De Reichswehr leek de kat uit de boom te kijken.
De linkse partijen zaten echter niet stil en op 15 maart 1920 legde een algehele staking het openbare leven volledig plat. 12 miljoen arbeiders staakten. De motoren achter de staking waren Ebert en de SPD, maar ook de KPD en de USPD deden mee en hoopten met de staking zelfs een revolutie te ontketenen. Op 17 maart trad Kapp op aandringen van Ludendorff en Lüttwitz af en ging in ballingschap in Zweden.

## Ballingschap en overlijden
In 1922 trachtte Kapp zijn naam te zuiveren en keerde terug naar Duitsland om een proces uit te lokken. Zover kwam het echter niet: op 12 juni dat jaar overleed Kapp te Leipzig aan kanker. 
- Bibliothèque nationale de France: cb12237164m (data)
- Gemeinsame Normdatei: 118891502
- International Standard Name Identifier: 0000 0000 2314 5393
- Library of Congress Control Number: n82069829
- Nationale Bibliotheek van Israël: 987007449076405171
- Nederlandse Thesaurus van Auteursnamen: 073354198
- Système universitaire de documentation: 03108656X
- Virtual International Authority File: 47559868
- WorldCat: E39PBJyrY7FmK8PrxY7Rw9kJjC